# لاولیس‌ویل، کنتاکی
لاولیس‌ویل (به انگلیسی: Lovelaceville) یک منطقهٔ مسکونی در ایالات متحده آمریکا است که در شهرستان بالارد، کنتاکی واقع شده‌است. لاولیس‌ویل ۹۷۲ نفر جمعیت دارد و ۱۱۴٫۰ متر بالاتر از سطح دریا واقع شده‌است.